# Rotschwanzkuckuck
Der Rotschwanzkuckuck (Chrysococcyx basalis) ist eine Kuckucksart, die in der Orientalis und der Australis vorkommt und zu den kleinsten Arten innerhalb der Kuckucksfamilie gehört. Wie alle Arten aus der Gattung der Eigentlichen Goldkuckucke gehört er zu den obligaten Brutschmarotzern.
Es liegen keine Populationsgrößenschätzungen vor. Aufgrund der Größe des Verbreitungsgebietes und der Häufigkeit der Art geht die IUCN nicht von einer Gefährdung aus.

## Merkmale
Der Rotschwanzkuckuck ist in nur geringem Maße geschlechtsdimorph. Das Gefieder ist bei beiden Geschlechtern oberseits braun-grün glänzend mit weißen Federspitzen. Das Kopfgefieder ist bräunlich, mit einem weißen Supercilium. Das Brustgefieder ist weiß mit schwarzer bis brauner Sperberung. Namensgebend sind die rötlich bis rotbraun gefärbten Schwanzfedern. Die Iris ist bei den Männchen rot bis dunkelbraun, der Orbitalring ist grau bis dunkel graubraun. Bei den Weibchen dagegen ist die Iris braun bis blassblauen. Der Schnabel ist beim Männchen grauschwarz bis schwarz, beim Weibchen dunkelbraun bis schwarz. Der Kuckuck wird etwa 16 cm groß. Die Männchen wiegen durchschnittlich 22 Gramm, die Weibchen sind geringfügig schwerer und wiegen 24,3 Gramm.
Jungvögel ähneln den adulten, sind aber matter und auf dem Oberkopf und im Nacken graubraun. Das weiße Supercillum fehlt bei ihnen noch oder ist nur angedeutet. Gewöhnlich fehlt bei ihnen auch noch die Sperberung auf der Körperunterseite.
Die Rufe des Männchens sind eine Serie von tseeeuw-Pfiffen, die in der Tonhöhe abfallen.
Verwechselungsmöglichkeiten bestehen mit dem Glanzbronzekuckuck, einem Kuckuck, der zu derselben Gattung wie der Rotschwanzkuckuck gehört. Dieser ist jedoch etwas größer und ihm fehlt das auffällige Supercilium.

## Verbreitungsgebiet und Lebensraum

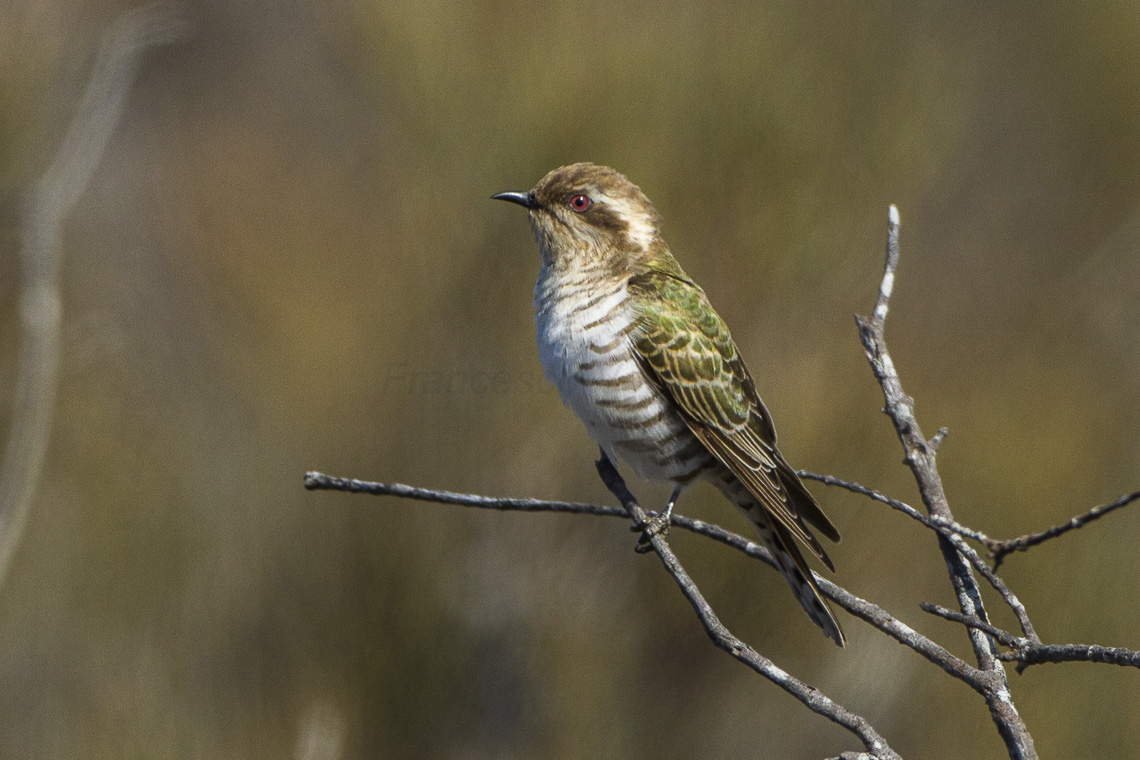
Rotschwanzkuckuck

Ganzjährig ist der Rotschwanzkuckuck in Australien zu finden, während er auf Java, Borneo, Sulawesi und Neuguinea nur überwintert. Ein weiteres Brutgebiet, das nur im Sommer aufgesucht wird, ist Tasmanien.
In Australien liegt der Verbreitungsschwerpunkt im Südwesten und im Südosten des Kontinents. Brutnachweise gibt es jedoch aus allen Regionen Australiens. Im Norden Australiens gibt es zwar Standvögel dieser Art, am häufigsten ist er dort jedoch zu beobachten, wenn Rotschwanzkuckucke aus Tasmanien und den südlicheren Regionen Australiens dorthin zur Überwinterung ziehen. Von einigen Autoren wird der Rotschwanzkuckuck jedoch nicht als Zugvogel eingeordnet, sondern als eine Art, die opportunistisch wandert und so Regenzeiten und ein gegebenes Nahrungsangebot opportunistisch ausnutzt.
Hauptsächlich bewohnt der Rotschwanzkuckuck Eukalyptuswälder, jedoch findet man ihn in zahlreichen weiteren Habitaten, wie zum Beispiel in Mangroven, in Salzmarschen entlang der Küste, in tropischen Regenwäldern, offenen bis verbuschten Graslandschaften sowie Parkanlagen.

## Nahrung
Hauptnahrung sind Raupen und andere Insekten. Wie für viele Kuckucke typisch, frisst er stark behaarte Schmetterlingsraupen. Daneben zählen Heuschrecken, Wespen, Ohrwürmer und Spinnen zu seinem Nahrungsspektrum. Er scheint auch gelegentlich Beeren zu sich zu nehmen.
Seine Nahrung sucht er überwiegend in niedrigen Bäumen und Sträuchern. In nur locker baumbestandenen Gebieten sucht er jedoch auch am Boden nach Nahrung, fliegende Insekten fängt er durch kurzes Auffliegen oder Hochspringen. In ähnlicher Weise sammelt er Raupen ein, die von Ästen an dünnen Fäden herabhängen.

## Fortpflanzung

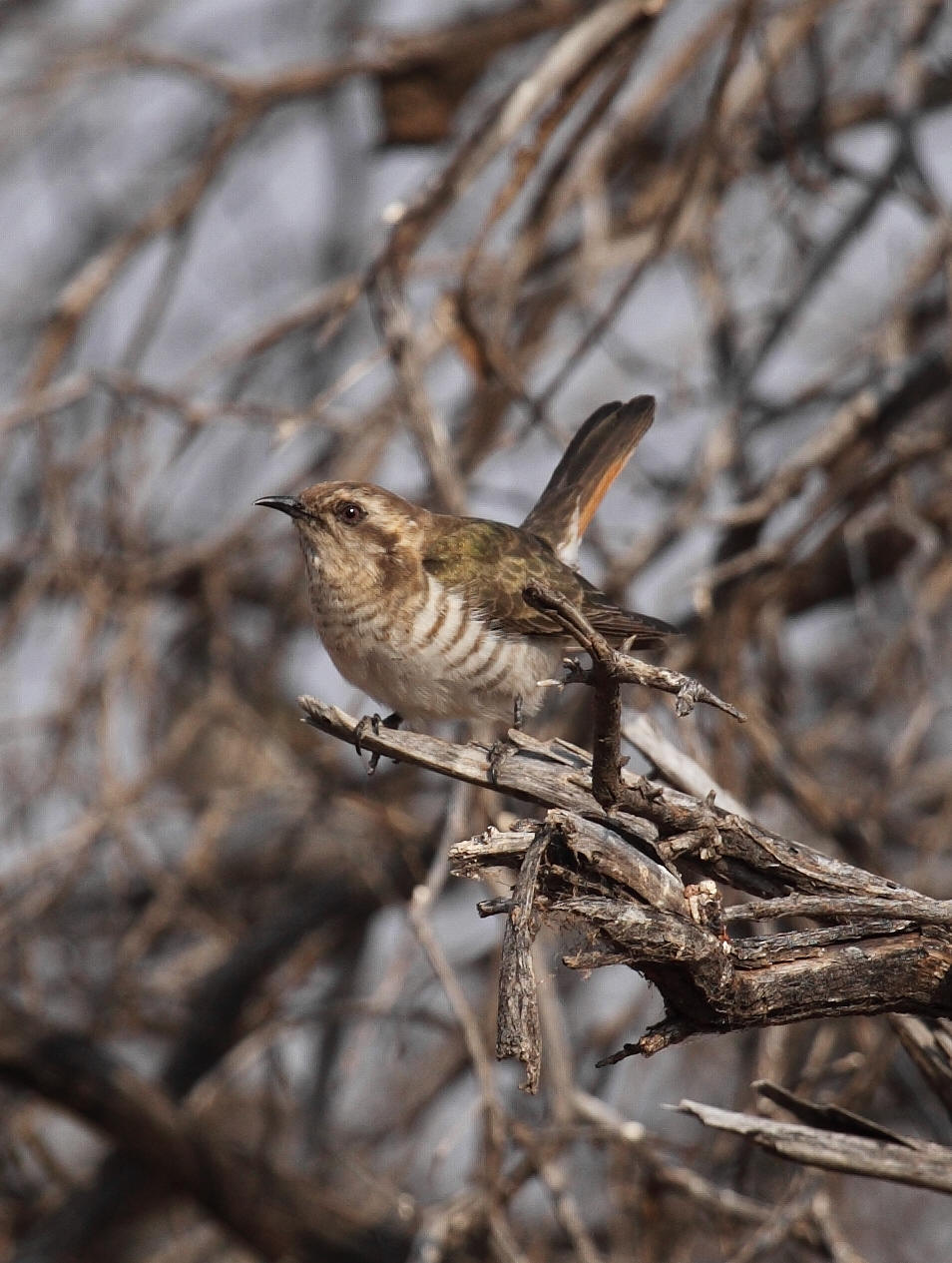
Rotschwanzkuckuck

Wie alle anderen Chrysococcyxarten ist er ein Brutparasit. Hauptwirtsvögel sind Staffelschwänze und Acanthiza-Arten. Das territoriale Verhalten der Weibchen führt vermutlich zur innerhalb von Brutparasiten eher seltenen Monogamie des Rotschwanzkuckucks.
Rotschwanzkuckucke haben keine spezifische Brutsaison, zur Eiablage kommt es ganzjährig. In Südaustralien legt der Rotschwanzkuckuck den größten Teil seiner Eier jedoch im Zeitraum von August bis November. In Zentralaustralien gibt es eine vermehrte Eiablage im Frühjahr und im Herbst, im Norden Australiens kommt es bis auf April und Juli in allen Monaten zur Eiablage.
Während der jeweiligen Brutsaison etablieren die Weibchen ein Territorium, in dem sie exklusiv Eier in fremde Nester legen. Die Eiablage erfolgt vorwiegend zwischen 8 und 9 Uhr morgens. Wie beim in Mitteleuropa vertretenen Kuckuck und beim Goldkuckuck erfolgt auch beim Rotschwanzkuckuck die Eiablage innerhalb weniger Sekunden, das Weibchen verlässt dann das Nest des Wirtsvogels, wobei sie ein Ei des Wirtsvogels im Schnabel mit sich trägt. Die Zeitdauer im Nest beträgt nicht länger als 3,3 bis 5 Sekunden. Ähnlich wie beim Kuckuck fressen die Weibchen des Rotschwanzkuckucks auch bereits angebrütete Eier sowie Nestlinge ihrer Wirtsvogelarten. Auch hier dient dies vermutlich dazu, den Wirtsvogel zu einem Zweitgelege zu zwingen. Die Eier des Rotschwanzkuckucks sind weißlich und leicht rosa überwaschen, sie weisen außerdem leicht bräunlich-rote Sprenkel auf. Mit dieser Färbung ähneln sie den Eiern einer Reihe von Wirtsvögeln, insbesondere aber dem Prachtstaffelschwanz und Acanthiza inornata. einer Art aus der Familie der Südseegrasmücken. Die Eier des Rotschwanzkuckucks wiegen gerade einmal 1 Gramm.
Aus den Eiern schlüpfen nach einer Brutzeit von 12 bis 13,5 Tagen die Nestlinge, die zunächst blind und nackt sind. Die Brutzeit ist damit kürzer als die bei den wichtigsten Wirtsvogelarten.  Nestliegen wiegen zum Zeitpunkt des Schlupfes etwa 1,4 Gramm. 24 bis 30 Stunden nach dem Schlupf beginnen sie, Eier und Jungvögel des Wirtsvogels aus dem Nest zu werfen. Sie sind zu dem Zeitpunkt noch immer blind, die Augen öffnen sich erst am 4. Lebenstag. Am 14. Lebenstag sind sie voll gefiedert, zwischen dem 15. und 19. Lebenstag verlassen sie das Nest. Flügge gewordene Jungvögel beginnen dann sehr bald, aktiv selbst nach behaarten Raupen zu suchen. Sie werden aber auch außerhalb des Nestes vom Wirtsvogel gefüttert. Beim Türkisstaffelschwanz währt diese Zeit zwischen vier und 21 Tage, bei Acanthiza inornata zwischen 10 und 20 Tagen.
In den Nestern des Türkisstaffelschwanzes werden in 43 Prozent der Fälle ein Rotschwanzkuckuck flügge, bei Acanthiza inornata beträgt der Prozentsatz 65 %. Beim Blaubrust-Staffelschwanz schlüpfen in 80 Prozent der parasitierten Nestern ein Nestling, in 76 Prozent der parasitierten Nestern wird dieser Nestling auch flügge. Der Prachtstaffelschwanz ist eine der ganz wenigen Arten unter den Kuckucks-Wirtsvögeln, die in der Lage sind, den Nestling nicht als ihren eigenen Nachwuchs zu erkennen, und dann das Nest aufgeben. Das ist darauf zurückzuführen, dass die Nestlinge des Prachtstaffelschwanzes noch während ihrer Eiphase einen spezifischen Bettelruf erlernen, der sich von dem des Rotschwanzkuckucks unterscheidet. Nestlinge des Rotschwanzkuckucks sind nicht in der Lage, diesen Bettelruf zu erlernen.
Der Einfluss des Rotschwanzkuckucks auf den Bruterfolg seiner Wirtsvogelarten ist groß. Johnson schätzt auf Basis von Studien, dass 20 Prozent der Nester von Türkisstaffelschwänzen durch den Rotschwanzkuckuck parasitiert sind. Wenn in 75 Prozent der gelegten Kuckuckseier ein Nestling schlüpft, sinkt die Reproduktionsrate dieser Wirtsvogelart um 15 Prozent.